# Nepal na Mistrzostwach Świata w Lekkoatletyce 2011
Nepal na Mistrzostwach Świata w Lekkoatletyce 2011 był reprezentowany przez 2 zawodników – 1 kobietę i 1 mężczyznę.

## Wyniki reprezentantów Nepalu

### Mężczyźni

#### Konkurencje biegowe
| Konkurencja   | Zawodnik        | Runda 1    | Runda 1 | Runda 2    | Runda 2 | Półfinał | Półfinał | Finał    | Finał   |
| Konkurencja   | Zawodnik        | Rezultat   | Pozycja | Rezultat   | Pozycja | Rezultat | Pozycja  | Rezultat | Pozycja |
| ------------- | --------------- | ---------- | ------- | ---------- | ------- | -------- | -------- | -------- | ------- |
| Bieg na 100 m | Tilak Ram Tharu | 11,00 (PB) | 12 Q    | 11,32 (PB) | 55      |          |          |          |         |

### Kobiety

#### Konkurencje biegowe
| Konkurencja   | Zawodniczka        | Runda 1    | Runda 1 | Runda 2  | Runda 2 | Półfinał | Półfinał | Finał    | Finał   |
| Konkurencja   | Zawodniczka        | Rezultat   | Pozycja | Rezultat | Pozycja | Rezultat | Pozycja  | Rezultat | Pozycja |
| ------------- | ------------------ | ---------- | ------- | -------- | ------- | -------- | -------- | -------- | ------- |
| Bieg na 100 m | Chandra Kala Thapa | 13,17 (SB) | 25      |          |         |          |          |          |         |